# フォード・AJDエンジン
フォード・AJDエンジン（Ford AJD engines）は、アメリカ合衆国の自動車メーカであるフォードが2004年から製造している自動車用ディーゼルエンジンの系統である。フォード・ライオンエンジン（Ford Lion engines ）とも呼ばれる。開発のかなりの部分が、フランスの自動車製造グループであるPSAとの合弁事業で行われた。

## 製品バリエーション

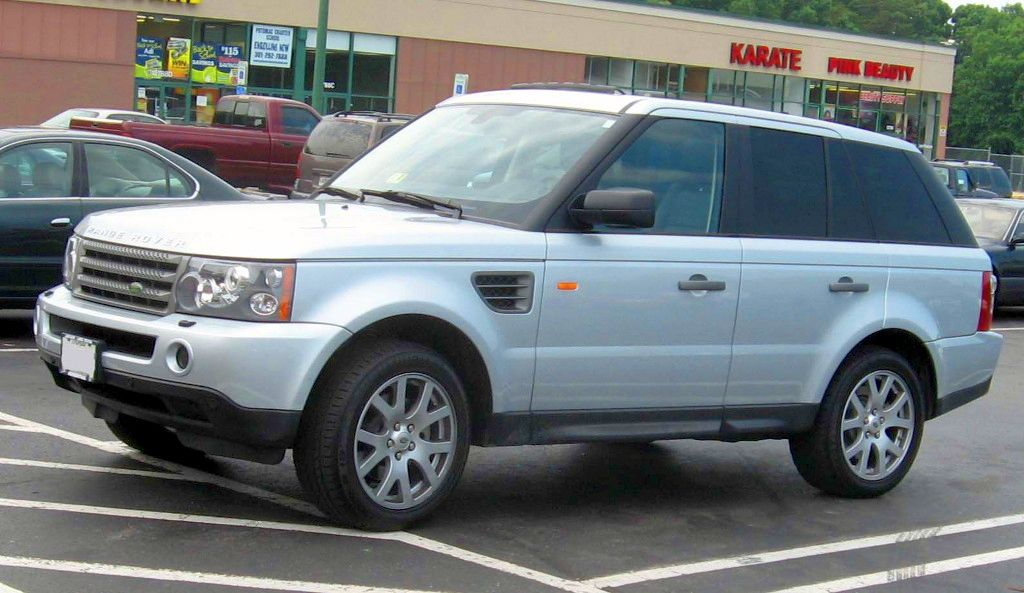
フォード・AJDエンジンが搭載されたレンジローバースポーツ

1999年、PSAとフォードはディーゼルエンジンの共同開発に合意した。フォード・AJDエンジンはこの合弁事業から生まれた系統のうちの1つである。2004年に2.7LのV型6気筒モデルが、後に3.6LのV型8気筒モデルが登場した。
共通の特徴としてシリンダーブロックに薄肉化に適したコンパクト黒鉛鋳鉄（（英語版）CGI、ダクタイル鋳鉄も参照。）を採用し、シリンダーヘッドはアルミニウム合金製で、気筒あたり4本のマルチバルブDOHCとするなど、軽量化と高効率化に注力されている。またコモンレール式ダイレクトインジェクションも採用された。
広義のフォード・デュラトルクエンジン（Ford Duratorq engines ）シリーズの一員でもある。

### Lion V6
フォード・AJDエンジン系列の最初の製品である。V6はPSAとの合弁事業で生産される。2.7Lと3.0Lの2つのバージョンがあり、2つのターボチャージャーで過給される。ジャガーに搭載された最初のディーゼルエンジンでもある。ランドローバーにも搭載され、LR-TDV6と呼ばれている。ジャガーは1989年、ランドローバーは2000年から、両者がともにタタ・モーターズに売却される2008年まで、それぞれフォードの子会社であり、1ブランドであった。

#### AJ-V6D 2.7
2.7L版はPSAとの合弁事業で設計・生産された。PSAの車種にも搭載され、DT17と呼ばれている。
搭載車種:
- プジョー
  - 407 2.7 HDi セダン、ステーションワゴン、クーペ (2004年 -)
  - 607 2.7 HDi (2005年 -)
- シトロエン
  - C5 Mk2 2.7 HDi (2008年 - 2009年)
  - C6 2.7 HDi (2005年 - 2009年)
- ジャガー
  - Sタイプ 2.7 D (2004年 - 2007年)
  - XF 2.7 D (2008年 - 2009年)
  - XJ 2.7 D (2006年 - 2009年)
- ランドローバー
  - ディスカバリー (2005年-2009年)
  - レンジローバースポーツ (2005年-2009年)

#### AJ-V6D Gen III
2009年、2,933 cc版が登場した。内径φ84mm×行程90mm。圧縮比は16:1である。PSAの車種にも搭載され、DT20Cと呼ばれている。
搭載車種:
- プジョー
  - 407 クーペ 3.0 HDi (2009年 -)
- シトロエン
  - C5 Mk2 3.0 HDi (2009年 -)
  - C6 3.0 HDi (2009年 -)
- ジャガー
  - XF 3.0D (2009年 -)
  - XJ 3.0D (2009年 -)
- ランドローバー
  - ディスカバリー (2009年 -)
  - レンジローバースポーツ (2009年 -)

### ライオンV8
2006年、V型8気筒版が登場した。2.7L版にシリンダーが2本追加され、排気量は3.6Lと4.4Lである。エンジンの特徴はV型6気筒版と同一で、DOHC4バルブを2つずつの空冷インタークーラーとターボチャージャーで過給する。ランドローバーではLR-TDV8と呼ばれている。

#### 3.6
3,628 cc版が先に登場した。内径×行程は2.7L版と同一であり、2気筒が追加されている。最高出力は272 hp / 4,000 rpm、最大トルクは640 Nm / 2,000 rpm。
搭載車種:
- ランドローバー
  - レンジローバースポーツ 3.6 TDV8 (2006年 - 2009年)
  - レンジローバー 3.6 TDV8 (2006年 - 2010年)

#### 4.4
2010年9月、4,367 cc版が登場した。内径φ84 mm×行程98.5 mm。最高出力は313 hp / 4,000 rpm、最大トルクは700 Nm / 1,500 rpm。
搭載車種:
- ランドローバー
  - レンジローバー 4.4 TDV8 (2010年 -)